# نيكولاس كارو
نيكولاس كارو (بالإسبانية: Nicolás Caro)‏ (4 مايو 1995 في الأرجنتين - ) هو لاعب كرة قدم أرجنتيني في مركز الدفاع. لعب مع Estudiantes de Buenos Aires ‏.

## وصلات خارجية
- نيكولاس كارو على موقع إي إس بي إن إف سي (الإنجليزية)
- نيكولاس كارو على موقع قاعدة بيانات كرة القدم.إي يو (الإنجليزية)
- نيكولاس كارو على موقع Soccerway.com (الإنجليزية)
- نيكولاس كارو على موقع عالم كرة القدم.نت (الإنجليزية)